# Ferruzzano
Ferruzzano község (comune) Olaszország Calabria régiójában, Reggio Calabria megyében.

## Fekvése
A megye délkeleti részén fekszik, a Jón-tenger partján. Határai: Bianco, Bruzzano Zeffirio, Caraffa del Bianco és Sant’Agata del Bianco.

## Története
A települést a 14. században alapították. Korabeli épületeinek nagy része az 1783-as calabriai földrengésben elpusztult. A 19. században nyerte el önállóságát, amikor a Nápolyi Királyságban felszámolták a feudalizmust. Az 1905-ös földrengés is jelentős károkat okozott a településen. 

## Népessége
A népesség számának alakulása

## Főbb látnivalói
- San Giuseppe-templom